# Erebuní
Erebuní (en armeni: Էրեբունի), dit igualment Arín Berd, és un castell urartu situat a la ciutat d'Erevan, Armènia. Va ser manat construir pel rei Argisti I l'any 782 aC amb funcions estratègiques i defensives. Es troba a 1.017 metres sobre el nivell del mar. Va constituir una de les diverses fortaleses construïdes al llarg de la frontera nord a la vall d'Arafat i un dels centres polítics, econòmics i culturals més importants del regne. El nom de la ciutat d'Erevan deriva d'Erebuní. Es va abandonar al segle VI aC davant l'amenaça dels perses. Després de la dominació persa la ciutat fortificada va ser relegada i va quedar en l'oblit, va ser de nou descoberta cap al final del segle xix. La ciutat de Everán és la capital d'Armènia des de 1918 després de finalitzar la Primera Guerra Mundial. Al finalitzar la Unió Soviètica, Everán es va convertir a la capital de la República d'Armènia el 21 de setembre de 1991. La revista Forbes la va incloure en la llista de les «nou fortaleses més antigues del món».

## Història
Erebuní va ser fundat pel rei Argisht I l'any 782 aC. Va ser construït en el cim d'un pujol anomenat Arin Berd amb vista a la vall del Araxes i per servir com a fortalesa militar i per a protegir la frontera del nord del regne Urartu. S'ha descrit com «dissenyat com un gran centre administratiu i religiós amb un capital totalment real». Segons Margarit Israelyan, el rei Argisht I va començar la construcció d'Erebuní després d'haver conquistat els territoris al nord d'Erevan i a l'oest del llac Sevan -que correspon on està la ciutat de Abovyan anomenada en 1963 en honor de l'escriptor armeni Khachatur Abovyan-, en conseqüència els presoners capturats en aquestes campanyes, tant homes com a dones, es van utilitzar per a construir la seva ciutat.
Durant una expedició arqueològica realitzada el 1950 i dirigida pel científic armeni Konstantine Hovhannisyan, es van descobrir un parell de pedres amb inscripcions d'escriptura cuneïforme en Arin Berd, una d'elles estava dedicada a la fundació de la ciutat durant el regne de Argishti I, i l'altra versava sobre la construcció de graners pel seu fill i successor el rei Sarduri II. Argishti va deixar una inscripció similar a una altra capital del seu regne, Tuixpa, indicant que va portar 6.600 presoners de guerra de Khate i Tsupani per poblar la nova ciutat.
A causa del fet que una gran quantitat d'elements amb la inscripció «Erebuní» es van trobar durant les excavacions de la veïna localitat de Teishebaini, en algun moment van sorgir dubtes sobre si Erebuní realment estava en Arin-Berd: hi havia una possibilitat que la placa que va descobrir Hovhannisyan el 1950, hagués arribat per accident al pujol. Després de vuit anys, el 1958, finalment es va resoldre la polèmica, i es va confirmar la hipòtesi final: durant les excavacions arqueològiques una altra inscripció de Argishti I sobre la fundació d'Erebuní va ser descoberta intacta en una pedra, col·locada en un mur antic. Així, des de 1958, es va confirmar que Erebuní es trobava localitzat en el pujol Arin-Bern.
Igual que en altres ciutats de Urartu de l'època, va ser construïda amb planta triangular en la part superior d'una colònia instal·lada a uns 10 – 12 metres amb una alta muralla. Darrere d'ella, els edificis estaven separats per parets centrals i interiors. Les parets van ser realitzades a partir de diversos materials, incloent basalt, toba, fusta i tova. Argishti va construir un gran palau i en les excavacions realitzades a la zona s'han trobat altres edificis notables que inclouen una sala d'assemblea real amb columnes, un temple dedicat a Khaldi, una ciutadella on residia la guarnició, allotjaments, dormitoris i trasters. Les parets interiors estaven ricament decorades amb pintures murals d'escenes religioses i seculars.
Successius reis de Urartu van fer el seu lloc de residència en Erebuní durant les seves campanyes militars contra els invasors del nord i van realitzar continus treballs de construcció en les defenses de la fortalesa. Els reis Sarduri II i Rusa I també van utilitzar Erebuní com a lloc de parada en les seves noves campanyes de conquesta cap al nord.
L'any 735 aC, Sarduri II va ser derrotat pel rei assiri Teglatfalassar III a l'extrem oposat del país a l'oest d'Erebuní, aquesta derrota va ser el punt d'inflexió en la història de Urartu, quan va començar a perdre el poder i les seves possessions, d'altra banda, durant el regnat del fill de Sardur II, Russa I els freqüent atacs cimmeris des del nord-est de Urartu a la vall de Ararat, van donar com a resultat el cessament de l'activitat econòmica i del desenvolupament tranquil i pacífic a la vall, es van realitzar reformes administratives i van canviar l'estat d'Erebuní a la veïna Argishtikhinili.
La regió aviat va caure sota el control de l'Imperi aquemènida encara que la posició estratègica que ocupava Erebuní no va disminuir, es va convertir en un important centre de la sàtrapa d'Armènia.
Malgrat nombroses invasions per successives potències estrangeres, la ciutat no va ser abandonada i va ser habitada contínuament durant els següents segles, amb el temps es va estendre cap a la part exterior de la fortalesa per convertir-se a la ciutat d'Erevan. El setembre del 1968 es va celebrar la commemoració dels 2750 anys de la fundació d'Erebuní en estreta afinitat amb Erevan.

## Arquitectura

### Zona exterior
La construcció de l'estructura triangular del castell-fortalesa d'Erebuní es va situar en el cim del pujol de Arin Berd a 65 metres d'altura, amb un espai general d'aproximadament vuit hectàrees i una posició estratègica amb vista a la plana del Ararat i a les principals vies d'accés de la ciutadella. Durant la construcció, el cim del pujol es va anivellar artificialment. En tot el voltant es va aixecar una muralla amb enormes carreus, el sòcol consta de dos metres d'altura i està rematat per una paret de set a vuit metres realitzada amb maons de fang sostinguda per contraforts de cinc metres col·locats cada vuit metres. L'entrada principal a la fortalesa és al sud-est del pendent més suau del pujol, aquesta entrada es va protegir amb unes altes torres. Des d'allà es passava al pati central de la ciutadella de 14 × 17 metres.
| Murs exteriors                                      | Murs exteriors                      | Murs exteriors                                               |
| --------------------------------------------------- | ----------------------------------- | ------------------------------------------------------------ |
|                                                     |                                     |                                                              |
| Parets exteriors en què sobresurten els contraforts | Angle mort existent en la paret sud | Estructura del mur: base de pedra i per damunt maons de fang |

### Temple de Khaldi
La part religiosa es troba en el sud-oest del pati, i era, en primer lloc, un temple dedicat al déu Khaldi, un dels més notables i més grans conservats parcialment de les construccions urartianas. El temple tenia una escala que conduïa al terrat d'un ziggurat tipus torre, i una sala lateral en el pis inferior, aquesta sala l'envolta un pòrtic obert amb dotze columnes de fusta, ancorades en pedra i amb bancs al llarg de les parets. En la paret esquerra es troba un altar per als sacrificis i cerimònies rituals. Les seves parets estaven decorades amb colorits frescos que representaven figures humanes, déus, decoracions geomètriques i dissenys florals. Una de les pintures descobertes representa al déu Jaldi dempeus sobre un lleó,-escena típica en les representacions sobre aquest déu-. El sòl del temple contrasta en gran manera de la resta del complex, ja que estava realitzat amb petits taulons en fusta, en comparació de les plantes de tova revestida d'argila que es troben en la resta de les habitacions de la ciutadella. En el període aquemènida, es va utilitzar la meitat del temple del déu Khaldi amb finalitats econòmiques, mentre que l'altra meitat es va convertir en part d'una gran apadana.
| Reconstruccions en els temples d'Erebuní                        | Reconstruccions en els temples d'Erebuní  | Reconstruccions en els temples d'Erebuní   |
| --------------------------------------------------------------- | ----------------------------------------- | ------------------------------------------ |
|                                                                 |                                           |                                            |
| Reconstrucció d'un Fragment de l'atri del temple del déu Khaldi | Reconstrucció de la imatge del déu Khaldi | Reconstrucció de l'entrada al temple Sushi |

### Temple de Sushi
El temple Sushi era una sala rectangular amb dimensions interiors de 5.05 x 8,08 metres i la part exterior de 10 x 13,45. Va ser aparentment destinat a un petit nombre de visitants. En el fons de la sala es troba l'altar, el temple s'il·lumina a través d'una obertura superior que també s'utilitzava per a l'eliminació del fum dels sacrificis. Les parets interiors estaven decorades amb pintures murals. En tots dos costats de la porta d'entrada al temple, havien escriptures cuneïformes amb dades sobre la construcció pel rei Argishti i dedicat al déu Ivarsha. En el període aquemènida, el temple va ser reconstruït en un temple persa.
| |
| Déu Ivarsha en aquesta casa Sushi, Argishti, fill de Menua, construït, Argishti diu: la terra en aquest lloc estava buida, no hi havia res construït. Argishti, poderós rei, el gran rei, el rei del país Biainili, regla de Tushpa -Ciutat. |

### Palau real
A l'esquerra, el costat sud-oest de la porta d'entrada, es troba la part del palau real amb vista a la muntanya Ararat. El palau va ser probablement sovint visitat per reis urartianos. El saló principal mesura 17 × 7,5 metres, i tenia el sostre amb una coberta de fusta i en les seves parets es mostraven pintures murals multicolors, es troben en les parets alguns forats amb grans claus, que es creu, que van ser utilitzats per penjar catifes com a part de la decoració. A través d'un llarg passadís s'arribava al pati de les columnes, disposades en cinc unitats en la longitud i de quatre en quatre a l'amplària. A partir d'aquest pati s'entra a la sala real tota pintada de blanc, hi havia altres cinc habitacions prop d'aquesta sala. En aquesta àrea, en la part occidental hi havia el temple Suhsi, el peristil i trasters, incloses zones d'emmagatzematge amb dipòsits per a cereals, oli i vi.

### Proveïment d'aigua

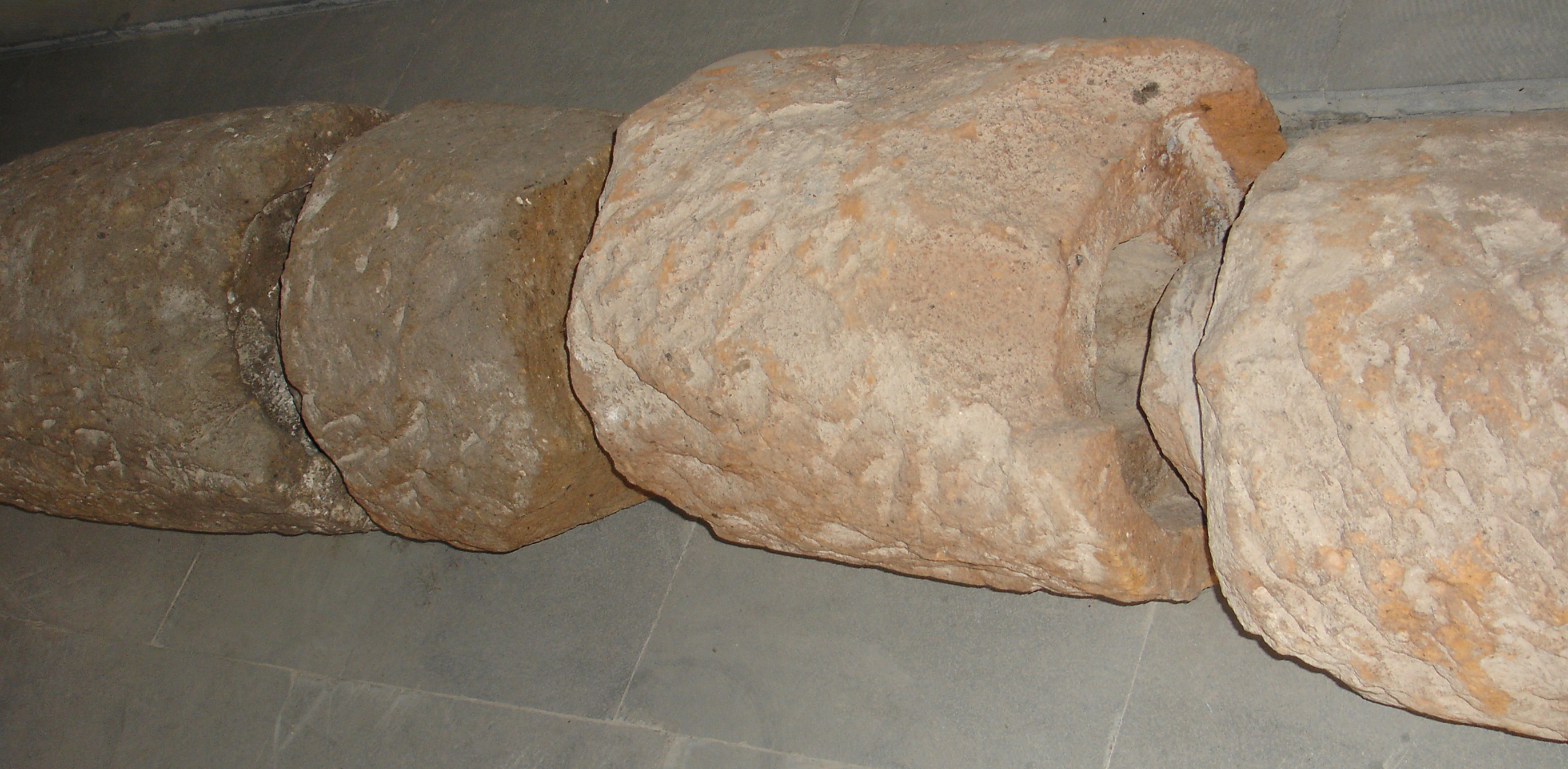
Fragment de la instal·lació de l'aigua

A Erebuní, com en altres ciutats del regne de Urartu, existia un sistema de subministrament d'aigua acuradament pensat i organitzat, provenia de les de les muntanyes Garnijskich situades a set km de la ciutadella. L'aigua arribava a través d'una instal·lació subterrània, que consistia en tubs rodons de pedra i apariats entre si per mitjà de la utilització de segellat amb argila, mostren un diàmetre exterior de 40 cm i 10 cm a l'interior. Tota la instal·lació estava oculta sota el sòl per aconseguir una importància estratègica en cas de setge. A la ciutat hi havia també instal·lació d'aigües residuals. Al gran pati de la fortalesa i en el peristil s'han conservat pous que recollien l'aigua de pluja. A la ciutat s'ha descobert un dipòsit d'aigua, que filtrava l'aigua de les fonts més contaminades.

## Excavacions
Les primeres excavacions arqueològiques van començar al segle xix, mentre que les més sistemàtiques es van realitzar en 1952, sota el patrocini conjunt de l'Acadèmia Nacional de Ciències de la República Socialista Soviètica d'Armènia i el Museu Estatal de Belles arts Pushkin, l'equip va ser dirigit per l'armeni Konstantine Hovhannisyan i la supervisió científica pel rus Boris Piotrovski. En el curs de la primera etapa de les excavacions (1950-1968), van ser investigats el palau de Argishti, el saló real, els temples i més d'un centenar d'habitacions. Desenes d'artefactes urartianos i aquemènides, tals com a ceràmica, pisa de fang, sivelles de cinturó, polseres, perles, recipients per beure, cascos, fletxes i monedes de plata van ser descoberts. Es van trobar fragments murals amb temes religiosos importants, entre ells «processons de déus, animals sagrats i arbres de la vida» així com escenes de la vida quotidiana que mostraven escenes de «caça, ramaderia i agricultura».
Els enormes atuells de ceràmica que contenien el vi i l'oli tenien marques. Atuells també de ceràmica més petites van ser trobades en les excavacions i se sap que s'havien utilitzat en l'elaboració de cervesa d'ordi. Altres tinajas molt més grans es van usar per a l'emmagatzematge d'aliments i vi. Les petites marques circulars en els costats d'aquests contenidors, prop de la part superior, n'indicaven el volum, aquestes peces més grans solien ser enterrades fins a la meitat en el sòl per a mantenir el contingut fresc.

També es van descobrir zones d'emmagatzematge de gra, oli i vi. A les portes d'entrada a aquestes àrees hi ha inscripcions contant la construcció i la quantitat dels objectes que s'hi van dipositar. Una d'aquestes inscripcions diu:
| « | Per la grandesa del Déu Khaldi, Sardur, fill d'Argishti, va construir aquesta casa, i també va crear aquests graners. A un d'ells n'hi havia 12.600 kapis, un altre tenia 11.500 kapis; en total 24.100 kapis. Sadur fill d'Argishti, rei poderós, rei del país Biainili, governador de la ciutat de Tushpah. | » |

Nombroses inscripcions d'escriptura cuneïforme que van ser tallades en basalt s'han trobat en tot el complex. Algunes de les quals s'exposen al museu, mentre que unes altres s'exhibeixen a les parets de la fortalesa. El pujol el 19 d'octubre de 1968 es va crear el Museu Erebuni, l'obertura del qual es va fer coincidir amb el 2750è aniversari d'Erevan. Des de 2008 les excavacions continuen amb arqueòlegs armenis i estrangers, principalment francesos.

### Pintures murals
Pel que sembla, a causa del fet que en la fortalesa d'Erebuní durant el regne de Urartu va romandre sense batalles, s'han conservat millor els monumentals murals de l'interior. Diverses restes van ser descoberts pels arqueòlegs en gairebé totes les ciutats de Urartu. Les primeres pintures de la fortalesa van ser descobertes l'any d'excavació de 1950, en el temple del déu Jaldi. A continuació els experts encarregats d'Erebuní, van realitzar un gran treball a preservar les parets i els trossos de guix amb fragments de pintura, aplicant una tècnica de conservació per a la conservació de la coloració brillant existent en la gamma de les pintures murals. Els fragments originals de les pintures es troben en museus d'Armènia, principalment en el Museu d'Història d'Armènia. En el Museu de Erubini, en les ruïnes de la fortalesa i també en altres museus es mostren diverses còpies d'aquestes pintures.
| Pintures murals d'Erebuní | Pintures murals d'Erebuní | Pintures murals d'Erebuní |
| ------------------------- | ------------------------- | ------------------------- |
|                           |                           |                           |